# لیزا شریدن
 لیزا شریدن (به انگلیسی: Lisa Sheridan)؛ زادهٔ ۲ دسامبر ۱۹۷۴ - درگذشته ۲۵ فوریهٔ ۲۰۱۹ یک هنرپیشه اهل ایالات متحده آمریکا بود.
او بر اثر آسیب مغزی بر اثر الکلیسم درگذشت.

## فیلم‌شناسی

### فیلم
- بیت (۲۰۰۰)
- کارولینا (۲۰۰۳)
- السا و فرد (۲۰۱۴)

### تلویزیون
- سی‌اس‌آی (۲۰۰۴)
- مانک (۲۰۰۴)
- ۴۴۰۰ (۲۰۰۷)
- سی‌اس‌آی: میامی (۲۰۰۷-۲۰۰۸)
- منتالیست (۲۰۰۹)
- ان‌سی‌آی‌اس (۲۰۰۹)
- سی‌اس‌آی: نیویورک (۲۰۱۱)
- درمانگاه خصوصی (۲۰۱۱)
- رسوایی (۲۰۱۳)
- ادراک (۲۰۱۳)
- پرورشگاهی‌ها (۲۰۱۶)